# Stilomysis grandis
Stilomysis grandis is een aasgarnalensoort uit de familie van de Mysidae. De wetenschappelijke naam van de soort is voor het eerst geldig gepubliceerd in 1864 door Goes.